# Edward Bodden Airfield
Edward Bodden Airfield (engelska: Little Cayman Airport) är en flygplats i Caymanöarna (Storbritannien). Den ligger i den östra delen av Caymanöarna. Edward Bodden Airfield ligger 7 meter över havet. Den ligger på ön Little Cayman intill Blossom Village.
Den högsta punkten i närheten är 16 meter över havet, 1,7 km nordväst om Edward Bodden Airfield.